# Piotr Bunsch
Piotr Bunsch (ur. 19 maja 1988 w Krakowie) – polski wspinacz, zawodnik Korony Kraków. Zajmuje się wspinaczką skalną oraz sportową. Członek Kadry Narodowej. Wzrost 179 cm, waga 68 kg, trenuje od 2003 roku.

## Najlepsze wyniki wzawodach wspinaczkowych
| Nazwa zawodów      | Miejsce | Konkurencja | Rok  | Pozycja |
| ------------------ | ------- | ----------- | ---- | ------- |
| Mistrzostwa Polski | Kraków  | bouldering  | 2012 | 3.      |
| Mistrzostwa Polski | Kraków  | bouldering  | 2011 | 5.      |
| Puchar Polski      | Tarnów  | bouldering  | 2010 | 2.      |
| Mistrzostwa Polski | Kraków  | bouldering  | 2009 | 1.      |

## Wybrane przejścia skalne

### RP
- La cabane au Canada (Rawyl,  Szwajcaria) 9a
- Joe Bleu (Oliana,  Hiszpania) 8c+
- Myster Hyde (Céüse, Francja)  8c+
- Pati Noso (Siurana,  Hiszpania) 8c+
- NinGal (Chulilla,  Hiszpania) 8c+
- Mind Control (Oliana,  Hiszpania) 8c+
- Mistral (Rodellar,  Hiszpania) 8c+
- Acapulco extencion (Jaskinia Mamutowa,  Polska) VI.7+
- Las Vegas Parano (Jaskinia Mamutowa,  Polska) VI.7+
- Bongo X  (La Holla,  Kraj Basków) 8c
- White Zombi (Baltzola,  Kraj Basków) 8c
- Nuska (Baltzola,  Kraj Basków) 8c
- Dures limites (Céüse, Francja)  8c
- Nie dla Psa Kiełbasa (Pochylec,  Polska) VI.7
- Fish Eye (Oliana,  Hiszpania) 8c
- Primer asalto (Chulilla,  Hiszpania) 8c
- Welcome to Tijuana (Rodellar,  Hiszpania) 8c
- Florida (Rodellar,  Hiszpania) 8c
- La psychoze (Gastlosen,  Szwajcaria) 8c
- Strelovod (Osp,  Słowenia) 8c
- Pata Negra (Rodellar,  Hiszpania) 8c
- Pintoreta (Sella,  Hiszpania) 8c
- Malsoñando (Gandia,  Hiszpania) 8c

### Flash
- Rolito Sharma (Santa Linya,  Hiszpania) 8b+

### OS
- Falconetti (Montsant,  Hiszpania) 8b+